# Olibrus baudueri
Olibrus baudueri là một loài bọ cánh cứng trong họ Phalacridae. Loài này được Tournier in Flach miêu tả khoa học năm 1888.